# Orestes Brownson

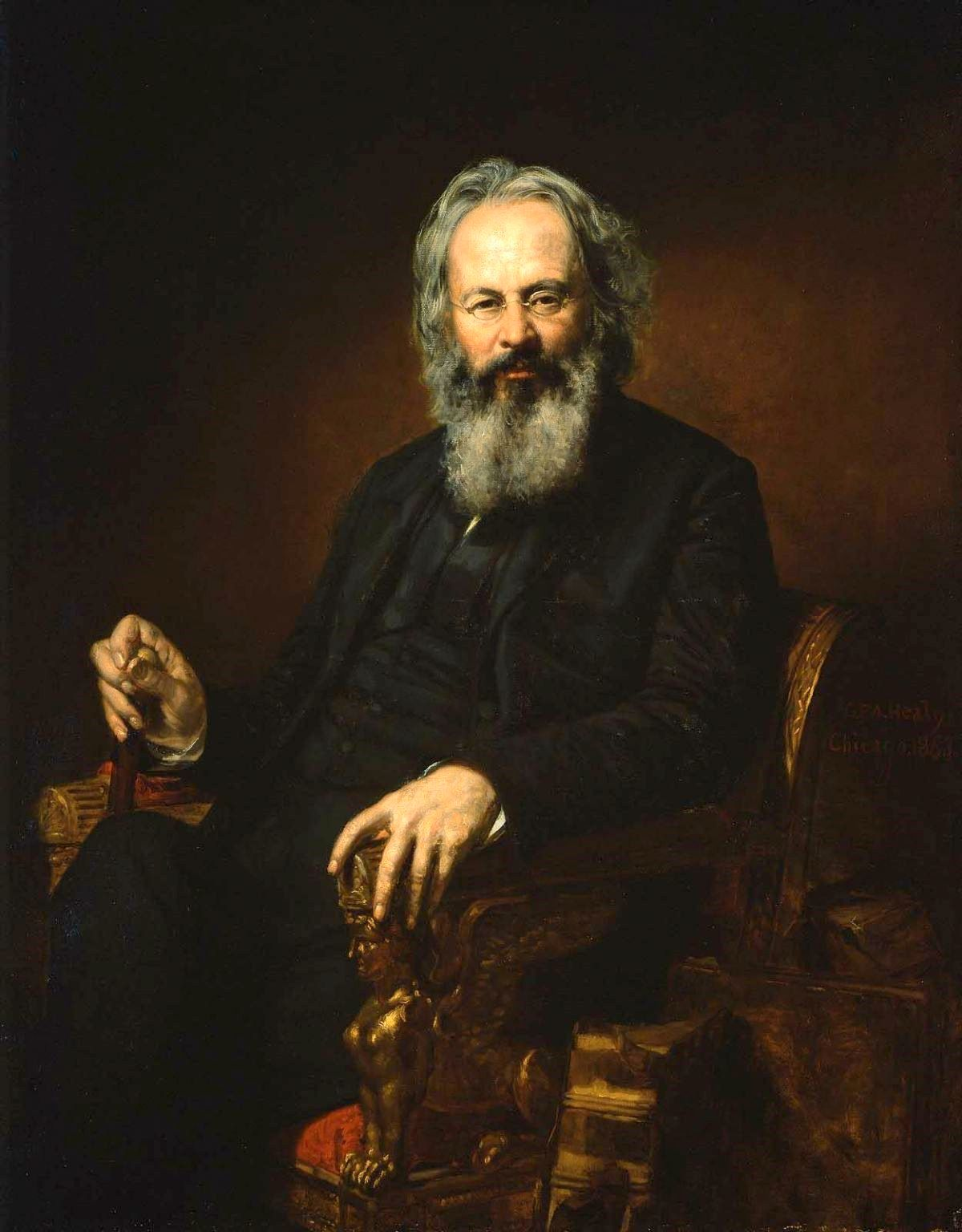
Retrato de Orestes Brownson, por George Peter Alexander Healy, 1863.

Orestes Augustus Brownson (16 de septiembre de 1803 - 17 de abril de 1876) fue un intelectual y activista, predicador, sindicalista de Nueva Inglaterra, católico converso y escritor estadounidense.

## Biografía
Era hijo legítimo del matrimonio formado por los agricultores de Stockbridge (Vermont), Sylvester Augustus Brownson y Relief Metcalf.
Cuando contaba con seis años de edad se produjo el fallecimiento de su padre, siendo dado en adopción a una familia de estricta observancia calvinista y militantes del Congregacionalismo. No recibió educación oficial y se formó de forma autodidacta leyendo asiduamente, además de la Biblia, obras de Homero y también de Locke.
En 1817, cuando tenía catorce años, Orestes asistió a una academia en Nueva York. Y fue experimentando una serie de conversiones religiosas siendo sucesivamente presbiteriano, universalista (1824) y unitario (1832), para acabar sus días siendo católico practicante. Su primera confesión fue la presbiteriana: en ella fue bautizado en 1822 en Ballston (estado de  Nueva York). Pronto mostró su disgusto tanto por cómo los presbiterianos sólo se asocian consigo mismos como por la dureza de sus doctrinas de la predestinación y del pecado eterno y, como se ha dicho, tras un breve paréntesis universalista y unitario, se convirtió definitivamente al catolicismo (1844).
En la década de 1830 participó en el movimiento filosófico trascendentalista y se apasionó por las obras de Victor Cousin y Pierre Leroux. Fundó la Boston Quarterly Review y pidió un justo reparto de riquezas y una más grande justicia social.
Prosiguió publicando textos políticos hasta 1844, cuando comenzó a publicar para la revista The Catholic World de Isaac Hecker. Se convirtió entonces a la religión católica, en la cual permaneció hasta el fin de su vida, y acabó por romper con los filósofos del trascendentalismo.
Vino a creer que las libertades públicas americanas eran deseables para el mundo, y que la disciplina jerárquica del catolicismo podía conservar e incluso reforzar este mismo espíritu democrático. Criticó al mismo tiempo el fourierismo, el owenismo y el socialismo utópico con tanto fervor como antes los había promovido.
Partidario de Stephen A. Douglas, apoyó a la Unión durante la Guerra de Secesión y criticó a los clérigos que habían apoyado a los sudistas. En 1848 abrió un diálogo ecuménico con sus antiguos correligionarios protestantes. En 1857, publicó sus memorias de converso en que contaba los hechos que habían cambiado su vida.
Fallecido en 1876, está enterrado en la basílica del Sagrado Corazón de Notre Dame, cerca de la universidad de Notre-Dame en Indiana.

## Obras
- The Works of Orestes Brownson (20 vols., collected and arranged by Henry F. Brownson, 1882–1887)
- New Views of Christianity, Society, and the Church. 1836
- The Laboring Classes. 1840
- Charles Elwood, or, The infidel converted. 1840
- The Mediatorial Life of Jesus. 1842
- Essays and reviews, chiefly on theology, politics, and socialism. 1852
- The Spirit-Rapper: an autobiography. 1854
- The Convert; or, Leaves from my experience. 1857
- The American Republic constitution, tendencies, and destiny. 1865
- Conversations on Liberalism and the Church. 1870